# Senica
Senica is een Slowaakse gemeente in de regio Trnava, en maakt deel uit van het district Senica.
Senica telt 21.028 inwoners.
In Senica is de Penati Golf Resort, waar in 2014 de eerste Slovakia Challenge werd gespeeld.
FK Senica is de betaaldvoetbalclub van Senica.